# Danh sách giải thưởng và đề cử của Twenty One Pilots
Twenty One Pilots là một bộ đôi âm nhạc Mỹ. Ban nhạc đã nhận được 13 giải thưởng từ 35 đề cử.

## Giải thưởng âm nhạc Alternative Press
| Năm  | Đề cử / Tác phẩm  | Giải thưởng                                | Kết quả   |
| ---- | ----------------- | ------------------------------------------ | --------- |
| 2014 | Twenty One Pilots | Ban nhạc biểu diễn trực tiếp xuất sắc nhất | Đề cử     |
| 2014 | Vessel            | Album của năm                              | Đề cử     |
| 2014 | Twenty One Pilots | Ban nhạc đột phá                           | Đề cử     |
| 2014 | Josh Dun          | Tay trống xuất sắc nhất                    | Đề cử     |
| 2015 | Twenty One Pilots | Ban nhạc biểu diễn trực tiếp xuất sắc nhất | Đề cử     |
| 2015 | Twenty One Pilots | Most Dedicated Fans                        | Đề cử     |
| 2015 | Twenty One Pilots | Fandom Tumblr của năm                      | Đề cử     |
| 2016 | Twenty One Pilots | Nghệ sĩ của năm                            | Đoạt giải |
| 2016 | Blurryface        | Album của năm                              | Đoạt giải |
| 2016 | "Stressed Out"    | Video âm nhạc xuất sắc nhất                | Đề cử     |

## Giải thưởng âm nhạc Mỹ
| Năm  | Đề cử / Tác phẩm  | Giải thưởng                                             | Kết quả   |
| ---- | ----------------- | ------------------------------------------------------- | --------- |
| 2016 | Twenty One Pilots | Nghệ sĩ của năm                                         | Đề cử     |
| 2016 | Twenty One Pilots | Ban nhạc/Cặp đôi/Nhóm nhạc Pop/Rock được yêu thích nhất | Đoạt giải |
| 2016 | Twenty One Pilots | Nghệ sĩ Alternative được yêu thích nhất                 | Đoạt giải |

## Giải thưởng âm nhạcBillboard
| Năm  | Đề cử / Tác phẩm  | Giải thưởng           | Kết quả   |
| ---- | ----------------- | --------------------- | --------- |
| 2016 | Twenty One Pilots | Top Cặp đôi/Nhóm nhạc | Đề cử     |
| 2016 | Twenty One Pilots | Top nghệ sĩ rock      | Đoạt giải |
| 2016 | "Stressed Out"    | Top bài hát rock      | Đề cử     |
| 2016 | Blurryface        | Top album rock        | Đoạt giải |

## Giải thưởng lưu diễnBillboard
| Năm  | Đề cử / Tác phẩm  | Giải thưởng | Kết quả |
| ---- | ----------------- | ----------- | ------- |
| 2016 | Twenty One Pilots | Đột phá     | Đề cử   |

## Giải Grammy
| Năm  | Đề cử / Tác phẩm | Giải thưởng                                    | Kết quả      |
| ---- | ---------------- | ---------------------------------------------- | ------------ |
| 2017 | "Stressed Out"   | Thu âm của năm                                 | Chưa công bố |
| 2017 | "Stressed Out"   | Trình diễn Song ca/Nhóm nhạc pop xuất sắc nhất | Chưa công bố |
| 2017 | "Heathens"       | Trình diễn rock xuất sắc nhất                  | Chưa công bố |

## Giải thưởng âm nhạc iHeartRadio
| Năm  | Đề cử / Tác phẩm  | Giải thưởng                      | Kết quả   |
| ---- | ----------------- | -------------------------------- | --------- |
| 2016 | Twenty One Pilots | Nghệ sĩ alternative rock của năm | Đoạt giải |
| 2016 | "Stressed Out"    | Bài hát alternative rock của năm | Đoạt giải |

## Giải Kerrang!
| Năm  | Đề cử / Tác phẩm  | Giải thưởng                                | Kết quả   |
| ---- | ----------------- | ------------------------------------------ | --------- |
| 2016 | Twenty One Pilots | Ban nhạc biểu diễn trực tiếp xuất sắc nhất | Đề cử     |
| 2016 | Twenty One Pilots | Best Fanbase                               | Đoạt giải |

## Giải âm nhạc châu Âu của MTV
| Năm  | Đề cử / Tác phẩm  | Giải thưởng                               | Kết quả   |
| ---- | ----------------- | ----------------------------------------- | --------- |
| 2013 | Twenty One Pilots | Nghệ sĩ Push xuất sắc nhất                | Đề cử     |
| 2016 | Twenty One Pilots | Nghệ sĩ alternative xuất sắc nhất         | Đoạt giải |
| 2016 | Twenty One Pilots | Nghệ sĩ biểu diễn trực tiếp xuất sắc nhất | Đoạt giải |
| 2016 | Twenty One Pilots | Nghệ sĩ Bắc Mỹ xuất sắc nhất              | Đề cử     |

## Giải Video âm nhạc của MTV
| Năm  | Đề cử / Tác phẩm    | Giải thưởng               | Kết quả   |
| ---- | ------------------- | ------------------------- | --------- |
| 2013 | "Holding On to You" | Nghệ sĩ mới xuất sắc nhất | Đề cử     |
| 2015 | "Heathens"          | Video rock xuất sắc nhất  | Đoạt giải |

## Giải thưởng âm nhạc NRJ
| Năm  | Đề cử / Tác phẩm  | Giải thưởng                          | Kết quả   |
| ---- | ----------------- | ------------------------------------ | --------- |
| 2016 | Twenty One Pilots | International Revelation of the Year | Đoạt giải |

## Giải Sự lựa chọn của Công chúng
| Năm  | Đề cử / Tác phẩm  | Giải thưởng              | Kết quả      |
| ---- | ----------------- | ------------------------ | ------------ |
| 2017 | Twenty One Pilots | Nhóm nhạc yêu thích nhất | Chưa công bố |

## Giải Sự lựa chọn của Giới trẻ
| Năm  | Đề cử / Tác phẩm   | Giải thưởng      | Kết quả |
| ---- | ------------------ | ---------------- | ------- |
| 2015 | "Tear in My Heart" | Choice Rock Song | Đề cử   |
| 2016 | "Stressed Out"     | Choice Rock Song | Đề cử   |